# Герман-Фрідріх Йоппін
Герман-Фрідріх Йоппін (нім. Hermann-Friedrich Joppien; 19 липня 1912, Бад-Герсфельд — 25 серпня 1941, Брянськ, РРФСР) — німецький льотчик-ас, гауптман люфтваффе. Кавалер Лицарського хреста Залізного хреста з дубовим листям.

## Біографія
В жовтні 1931 року поступив на службу в 15-й піхотний полк. Учасник Французької кампанії і битви за Британію. З 6 серпня 1940 року — командир 1-ї ескадрильї, з 18 жовтня 1940 року — командир 1-ї групи 51-ї винищувальної ескадри. 21 квітня 1941 року став п'ятим льотчиком люфтваффе, який збив 40 літаків. З червня 1941 року воював  на радянсько-німецькому фронті. Його літак був збитий вогнем радянської артилерії і Йоппін загинув. 
Всього за час бойових дій Йоппін збив 70 ворожих літаків, з них 28 радянських. На момент смерті Йоппін займав четверте місце серед німецьких асів винищувальної авіації.

## Звання
- Унтерофіцер (1933)
- Унтерфельдфебель (1 жовтня 1936)
- Фельдфебель (1 лютого 1937)
- Оберфельдфебель (1 липня 1937)
- Лейтенант (23 грудня 1938)
- Оберлейтенант (1 червня 1939)
- Гауптман (18 вересня 1940)

## Нагороди
- Нагрудний знак пілота
- Медаль «За вислугу років у Вермахті» 4-го класу (4 роки)
- Медаль «За Атлантичний вал»
- Залізний хрест
  - 2-го класу (13 грудня 1939)
  - 1-го класу (10 червня 1940)
- Лицарський хрест Залізного хреста з дубовим листям
  - Лицарський хрест (16 вересня 1940)
  - Дубове листя (№11; 23 квітня 1941)
- Тричі відзначений у Вермахтберіхт (22 квітня, 1 липня і 19 серпня 1941)
- Авіаційна планка винищувача в золоті
- Нагрудний знак «За поранення» в чорному — за поранення, одержане 5 липня 1941 року.